# NGC 7185
NGC 7185 este o galaxie situată în constelația Vărsătorul. A fost descoperită în 23 septembrie 1830 de către John Herschel. Se află la o distanță de 20,42 de megaparseci de Pământ.